# Porphyrinia draudti
Porphyrinia draudti är en fjärilsart som beskrevs av Bytinsky-salz 1937. Porphyrinia draudti ingår i släktet Porphyrinia och familjen nattflyn. Inga underarter finns listade i Catalogue of Life.